# Montplainchamps
Montplainchamps is een dorp in de Belgische provincie Luxemburg. Het ligt in Grapfontaine, een deelgemeente van de stad Neufchâteau. Het dorpscentrum ligt ongeveer 2,5 kilometer ten zuidwesten van het stadscentrum van Neufchâteau.

## Geschiedenis
Op het eind van het ancien régime werd Montplainchamps een gemeente, maar deze werd in 1823 opgeheven en bij Hamipré gevoegd, en in 1828 bij de nieuwe gemeente Straimont-Grapfontaine. Die gemeente werd in 1837 alweer ontbonden en Montplainchamps werd nu ondergebracht in de nieuwe gemeente Grapfontaine.

## Bezienswaardigheden
- De Église Saint-Bernard

## Verkeer en vervoer
Door Montplainchamps loopt de N85, de steenweg tussen Neufchâteau en Florenville.
Deelgemeenten: Grandvoir · Grapfontaine · Hamipré · Longlier · Neufchâteau · Tournay

Overige dorpen en gehuchten: Cousteumont · Gérimont · Harfontaine · Hosseuse · Lahérie · Le Sart · Marbay · Massul · Molinfaing · Mon-Idée · Montplainchamps · Morival · Namoussart · Nolinfaing · Offaing · Petitvoir · Respelt · Semel · Tronquoy · Verlaine · Warmifontaine 

Belgische gemeenten · Arrondissement Neufchâteau · Luxemburg · Wallonië